# Episodi di The Lineup (sesta stagione)
La sesta stagione della serie televisiva The Lineup è andata in onda negli Stati Uniti dal 30 settembre 1959 al 3 febbraio 1960 sulla CBS.
| nº | Titolo originale                    | Prima TV USA      |
| -- | ----------------------------------- | ----------------- |
| 1  | Wake Up to Terror                   | 30 settembre 1959 |
| 2  | The Strange Return of Army Armitage | 25 novembre 1959  |
| 3  | My Son Is a Stranger                | 14 ottobre 1959   |
| 4  | Death of a Puppet                   | 21 ottobre 1959   |
| 5  | Thrills                             | 28 ottobre 1959   |
| 6  | Prelude to Violence                 | 4 novembre 1959   |
| 7  | Run to the City                     | 11 novembre 1959  |
| 8  | Lonesome as Midnight                | 18 novembre 1959  |
| 9  | The Counterfeit Citizens            | 2 dicembre 1959   |
| 10 | The Chinatown Story                 | 9 dicembre 1959   |
| 11 | Vengeful Knife                      | 16 dicembre 1959  |
| 12 | Peg Leg's Wife Case                 | 23 dicembre 1959  |
| 13 | Prince of Penmen                    | 30 dicembre 1959  |
| 14 | Woman on the Ledge                  | 13 gennaio 1960   |
| 15 | Seven Sinners                       | 20 gennaio 1960   |
| 16 | The Rosaric Case                    | 27 gennaio 1960   |
| 17 | The Deadly Romeo Case               | 3 febbraio 1960   |

## Wake Up to Terror
- Prima televisiva: 30 settembre 1959

### Trama
- Interpreti: Marguerite Chapman (Cara), Cynthia Chenault (Peggy), Jackie Coogan, Norma Crane, Hampton Fancher (Rivers), Dennis Hopper (Leighton)

## The Strange Return of Army Armitage
- Prima televisiva: 25 novembre 1959

### Trama
- Interpreti: Whit Bissell (Maxwell), Steven Hill (Joey), Kim Hunter (Sorella Angela), Jack Lord (Army Armitage)

## My Son Is a Stranger
- Prima televisiva: 14 ottobre 1959

### Trama
- Interpreti: Robert Morris (Vince Vanetti), Vic Morrow (Lucas), Penny Santon (Maria Vanetti), Frank Silvera (Papa Vanetti)

## Death of a Puppet
- Prima televisiva: 21 ottobre 1959

### Trama
- Interpreti: Danielle Aubry (Cigarette Girl), Jacques Aubuchon, Walter Burke (Blinky), Marilyn Erskine (Kathy), Ron Hayes (Big Phil), Paul Winchell

## Thrills
- Prima televisiva: 28 ottobre 1959

### Trama
- Interpreti: Barney Biro (Phil), Diane Brewster (Mary Anne), Kathryn Card (Fannie), Peggy Ann Garner (Yvonne), Thomas Browne Henry (Lupi), Rick Jason (Clark)

## Prelude to Violence
- Prima televisiva: 4 novembre 1959

### Trama
- Interpreti: Boyd Holister (Quine), Ed Prentiss (Goode), Tom Tully (Greb), Beverly Tyler (Julie), Robert Vaughn (Bart Wade), Skip Ward (ufficiale Pete Larkin)

## Run to the City
- Prima televisiva: 11 novembre 1959

### Trama
- Interpreti: Tommy Cook (Jacques), Jonathan Gilmore (Robert Simpson), Susan Oliver (Lori), Johnny Seven (Arnold), Harry Dean Stanton (Alfie), K.T. Stevens (Ellie), Michael Vandever

## Lonesome as Midnight
- Prima televisiva: 18 novembre 1959

### Trama
- Interpreti: Rachel Ames (Policewoman Sandy McAllister), Tod Barton (ispettore Charlie Summers), Fred Beir (Boyd Kincaid), James Best (Rhodes), George Brenlin (Haller), Henry Corden (Corvin), Jud De Naut (Voss), Robert Ellenstein (Hess), William Leslie (ispettore Dan Delaney), Nita Talbot (Donna), Skip Ward (ufficiale Pete Larkin)

## The Counterfeit Citizens
- Prima televisiva: 2 dicembre 1959

### Trama
- Interpreti: Lawrence Dobkin (Tyler), Chana Eden (Tina), Fabrizio Mioni (Henry), Vicki Raaf (Madge), George Wallace (Dickens)

## The Chinatown Story
- Prima televisiva: 9 dicembre 1959

### Trama
- Interpreti: Warner Anderson (tenente Ben Guthrie), Neva Aki, Peter Chong (George), Mark Damon, Charles Horvath (Hanna), Clarence Lung (Willy)

## Vengeful Knife
- Prima televisiva: 16 dicembre 1959

### Trama
- Interpreti: Warner Anderson (detective Lt. Ben Gutherie), James Darren (Vezey), Jacqueline deWit (Martha), Robert H. Harris (Scofield), Jonathan Kidd (Linden), Vic Morrow (Hansen), Gavin Muir (Bartlett), Leigh Snowden (Helen), Tom Tully (Greb)

## Peg Leg's Wife Case
- Prima televisiva: 23 dicembre 1959

### Trama
- Interpreti: Warner Anderson (detective Lt. Ben Gutherie), Jil Jarmyn (Julie), Richard Ney (Dave), June Vincent (Linda)

## Prince of Penmen
- Prima televisiva: 30 dicembre 1959

### Trama
- Interpreti: Warner Anderson (detective Lt. Ben Gutherie), Nancy Gates (Irene Maynard), Josephine Hutchinson (Mrs. Maynard), Paul Lambert (Mark Sherman), Marie Windsor (Myra Woodman)

## Woman on the Ledge
- Prima televisiva: 13 gennaio 1960

### Trama
- Interpreti: Warner Anderson (detective Lt. Ben Gutherie), Harry Bartell (Danzig), Paul Bryan (Grover), Joe Maross (Rev. Mr. Thompson), Constance Moore (Eve), Byron Russell, Claude Stroud (Kranett), Virginia Vincent (Ruth)

## Seven Sinners
- Prima televisiva: 20 gennaio 1960

### Trama
- Interpreti: Warner Anderson (detective Lt. Ben Gutherie), Alan Dexter (Pacelli), Clu Gulager (Fleming), J.M. Kerrigan (Rafferty), Richard Shannon (Broderick), Barbara Turner (Eleanor Larsen)

## The Rosaric Case
- Prima televisiva: 27 gennaio 1960

### Trama
- Interpreti: Warner Anderson (detective Lt. Ben Gutherie), John Bleifer (Rosaric), Mimi Simpson (Miss Harris), Audrey Totter (Mary), Joe Turkel (Losier)

## The Deadly Romeo Case
- Prima televisiva: 3 febbraio 1960

### Trama
- Interpreti: Warner Anderson (detective Lt. Ben Gutherie)